# أشيل هنرييت
أشيل هنرييت (بالفرنسية: Achille Henriette)‏ هو لاعب كرة قدم سيشلي، ولد في 25 أبريل 1987. شارك مع منتخب سيشل لكرة القدم. أما مع النوادي، فقد لعب مع نادي سانت لويس صنز يونايتد.

## وصلات خارجية
- أشيل هنرييت على موقع قاعدة بيانات كرة القدم.إي يو (الإنجليزية)
- أشيل هنرييت على موقع ناشيونال فوتبول تيمز (الإنجليزية)